# Арсан-Дуолай
Арсан-Дуолай („господин (господарят) земен корем“), в митологията на якутите е зъл дух, главатар на злите духове-абааси, обитаващи долния свят. Той живее на самото дъно на долния свят; обиталището му се намира край кал, която е толкова рядка, че и паяците потъват в нея. Арсан-Дуолай има жена и седем сина и всеки от семейството е глава на род зли духове. Тези духове-абааси причиняват злини и нещастия на хората, които, за да се избавят от тях, им принасят в жертва добитък.
В някои варианти на якутските митове Арсан-Дуолай се среща и като Буор Малахай тойон и Буор Мангалай.